# 하인즈빌

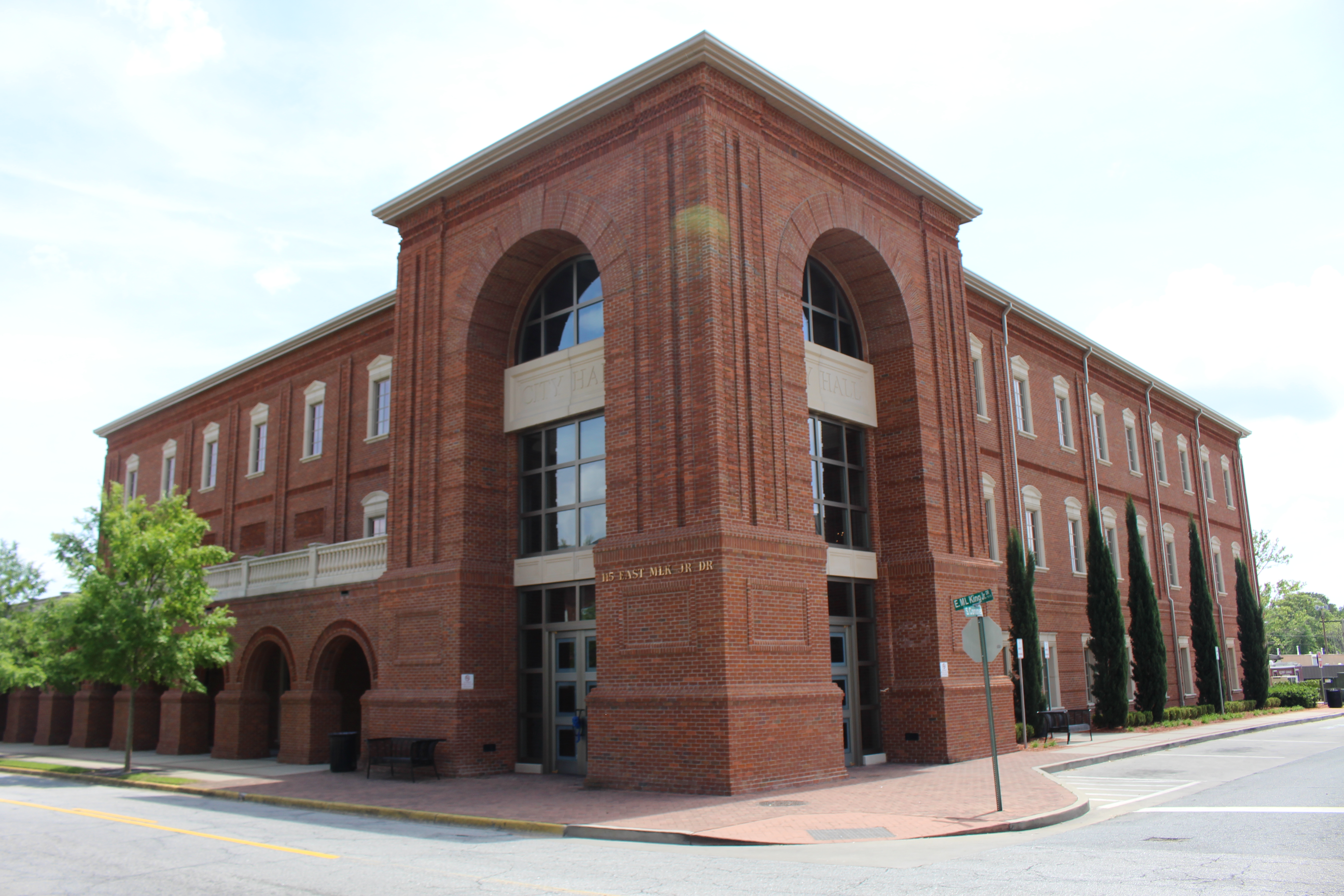

하인즈빌(Hinesville)은 미국 조지아주 리버티군의 도시로, 대서양 연안 평지에 위치해 있다. 2010년 인구 조사 기준으로 이 지역의 인구 수는 33,437명이며 2019년 추산 인구 수는 33,273명이다. 이 도시는 리버티군의 군청 소재지이다.

## 인구
| 인구조사              | 인구   | Note  | %±     |
| --------------------- | ------ | ----- | ------ |
| 1880년                | 162    |       | —      |
| 1910년                | 174    |       | —      |
| 1920년                | 315    |       | 81.0%  |
| 1930년                | 416    |       | 32.1%  |
| 1940년                | 630    |       | 51.4%  |
| 1950년                | 1,217  |       | 93.2%  |
| 1960년                | 3,174  |       | 160.8% |
| 1970년                | 4,115  |       | 29.6%  |
| 1980년                | 11,309 |       | 174.8% |
| 1990년                | 21,603 |       | 91.0%  |
| 2000년                | 30,392 |       | 40.7%  |
| 2010년                | 33,437 |       | 10.0%  |
| 2019 (추산)           | 33,273 | [ 1 ] | −0.5%  |
| U.S. Decennial Census |        |       |        |